# Specie di Chamaedorea
Elenco delle Specie di Chamaedorea:

## A

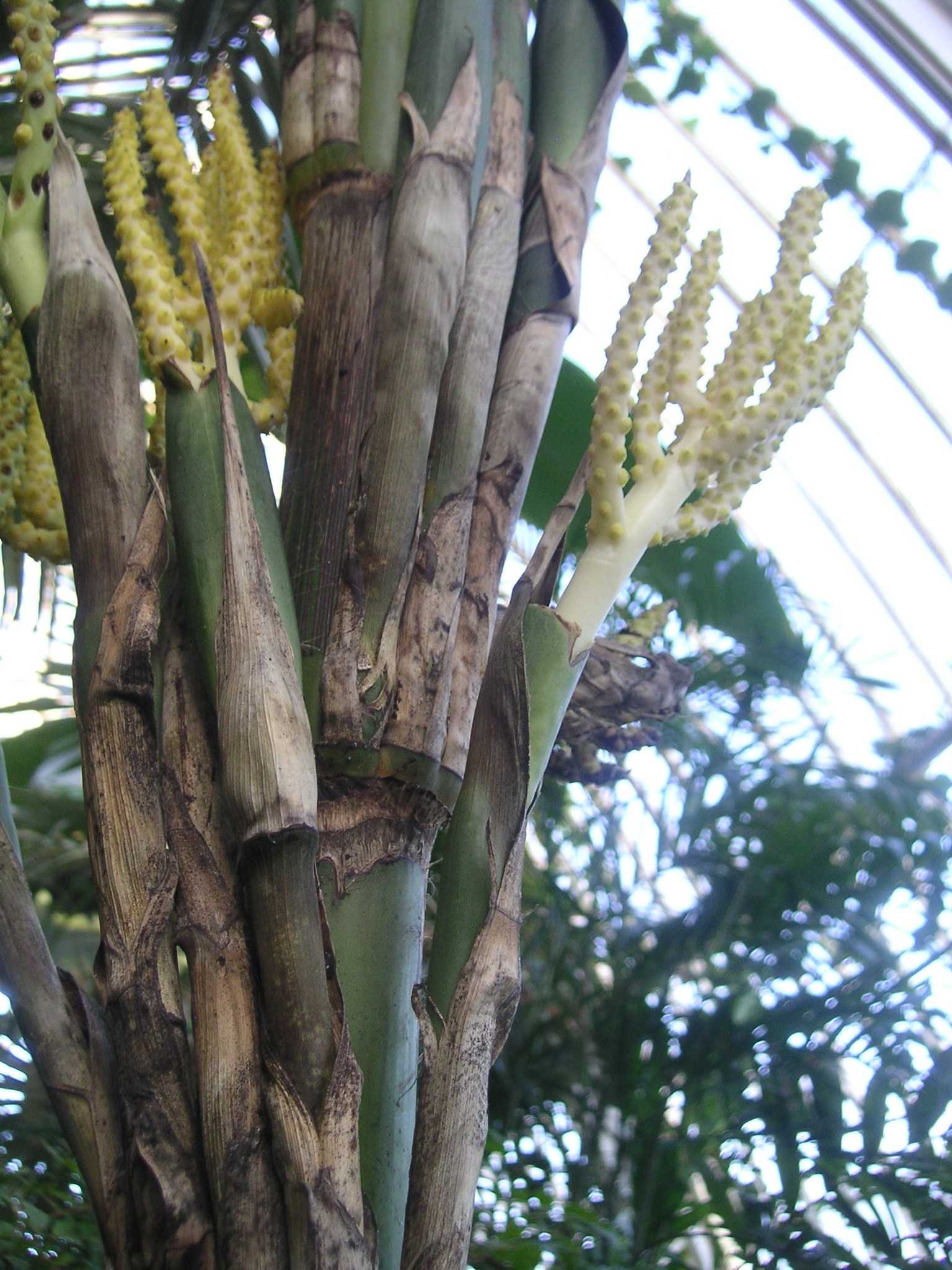
Infiorescenze di Chamaedorea alternans

- Chamaedorea adscendens (Dammer) Burret
- Chamaedorea allenii L.H.Bailey
- Chamaedorea alternans H.Wendl.
- Chamaedorea amabilis H.Wendl.
- Chamaedorea anemophila Hodel
- Chamaedorea angustisecta Burret
- Chamaedorea arenbergiana H.Wendl.
- Chamaedorea atrovirens Mart.

## B
- Chamaedorea benziei  Hodel
- Chamaedorea binderi  Hodel
- Chamaedorea brachyclada  H.Wendl.
- Chamaedorea brachypoda  Standl. & Steyerm.

## C

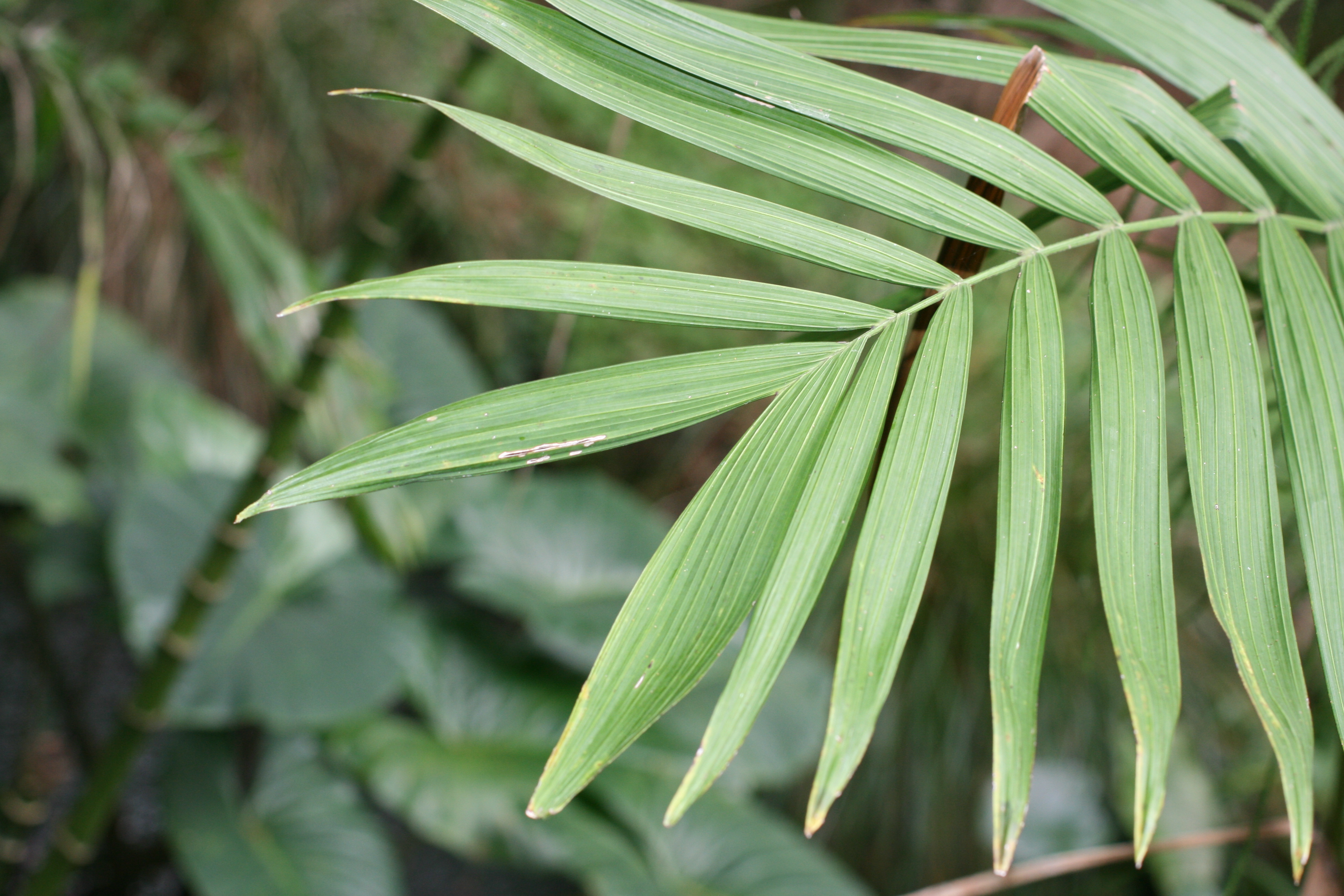
Foglie di Chamaedorea costaricana

- Chamaedorea carchensis Standl. & Steyerm.
- Chamaedorea castillo-montii Hodel
- Chamaedorea cataractarum Mart.
- Chamaedorea christinae Hodel
- Chamaedorea correae Hodel & N.W.Uhl
- Chamaedorea costaricana Oerst.
- Chamaedorea crucensis Hodel

## D
- Chamaedorea dammeriana Burret

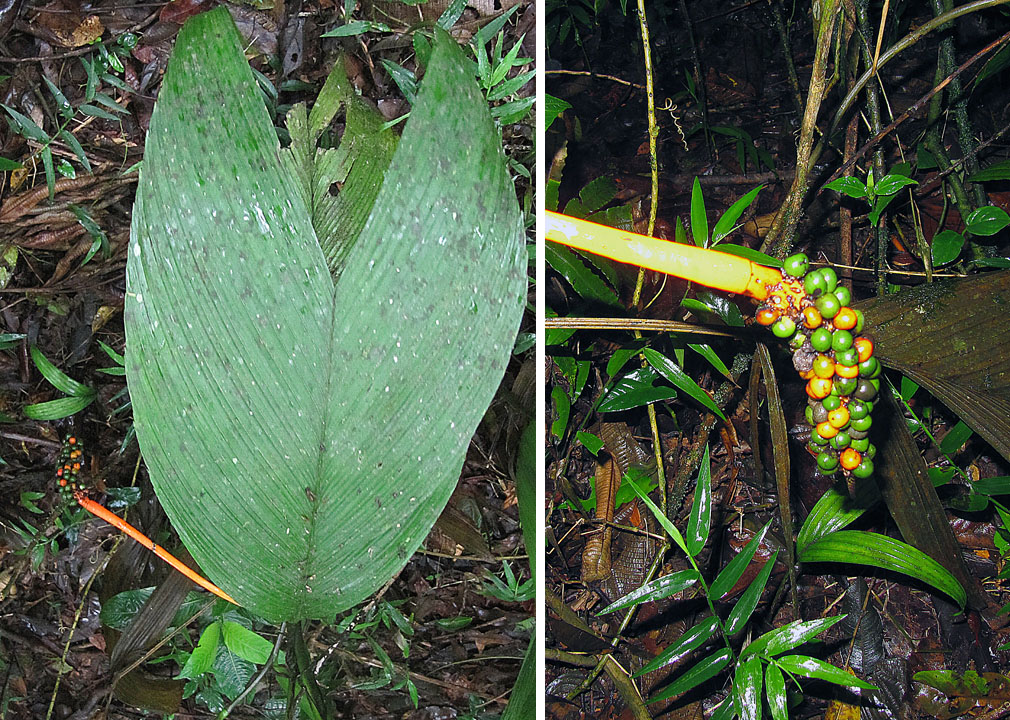
Foglie e infruttescenza di Chamaedorea deckeriana

- Chamaedorea deckeriana (Klotzsch) Hemsl.
- Chamaedorea deneversiana Grayum & Hodel

## E
- Chamaedorea elatior Mart.
- Chamaedorea elegans Mart.
- Chamaedorea ernesti-augusti H.Wendl.

## F
- Chamaedorea falcifera H.E.Moore
- Chamaedorea foveata Hodel

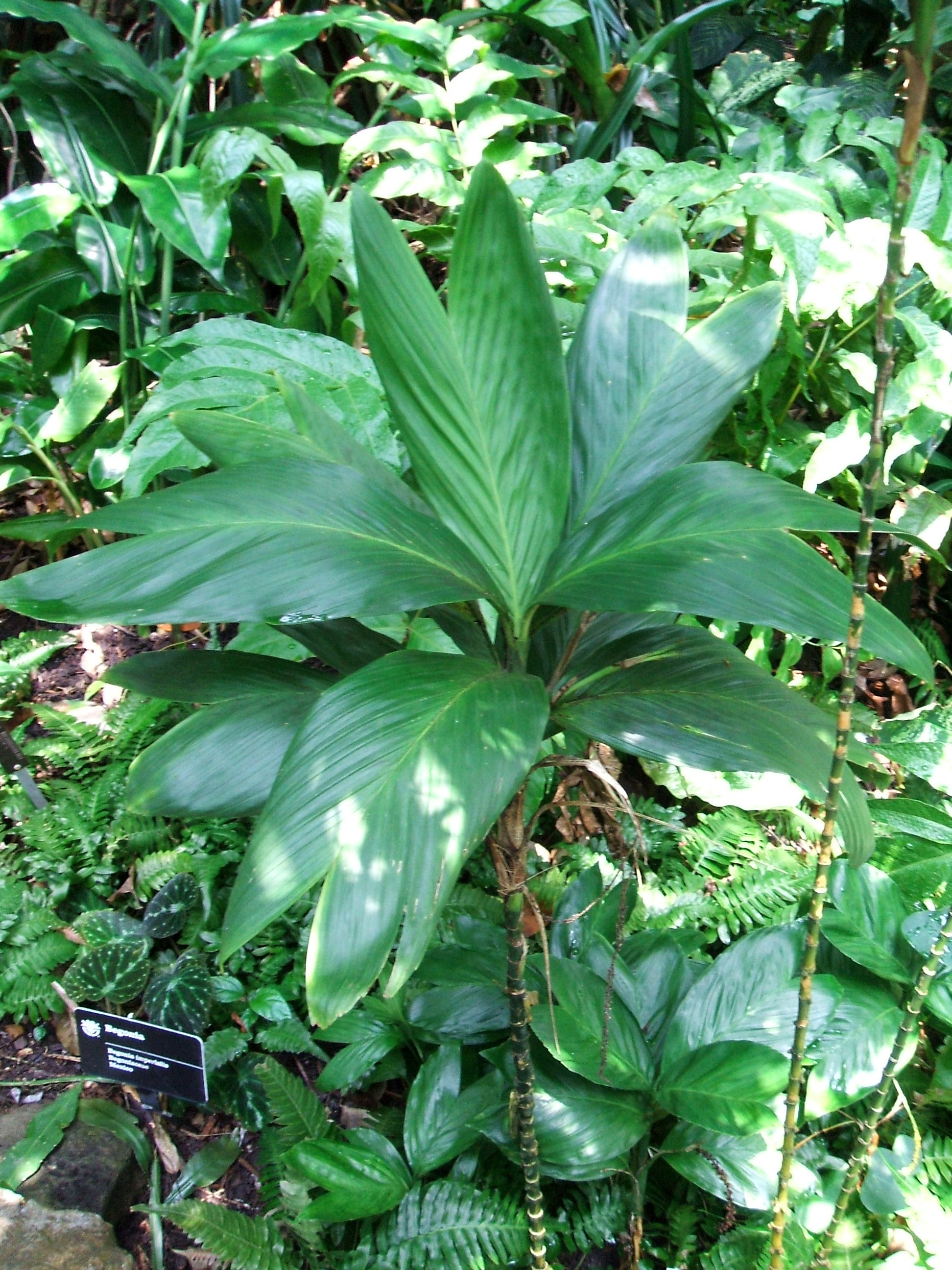
Chamaedorea geonomiformis

- Chamaedorea fractiflexa Hodel & Cast.Mont
- Chamaedorea fragrans (Ruiz & Pav.) Mart.
- Chamaedorea frondosa Hodel, Cast.Mont & Zúñiga

## G
- Chamaedorea geonomiformis H.Wendl.
- Chamaedorea glaucifolia H.Wendl.
- Chamaedorea graminifolia H.Wendl.
- Chamaedorea guntheriana Hodel & N.W.Uhl

## H
- Chamaedorea hodelii Grayum
- Chamaedorea hooperiana Hodel

## I
- Chamaedorea ibarrae Hodel
- Chamaedorea incrustata Hodel, G.Herrera & Casc.

## K
- Chamaedorea keelerorum Hodel & Cast.Mont
- Chamaedorea klotzschiana H.Wendl.

## L
- Chamaedorea lehmannii Burret
- Chamaedorea liebmannii Mart.
- Chamaedorea linearis (Ruiz & Pav.) Mart.
- Chamaedorea lucidifrons L.H.Bailey

## M
- Chamaedorea macrospadix Oerst.
- Chamaedorea matae Hodel

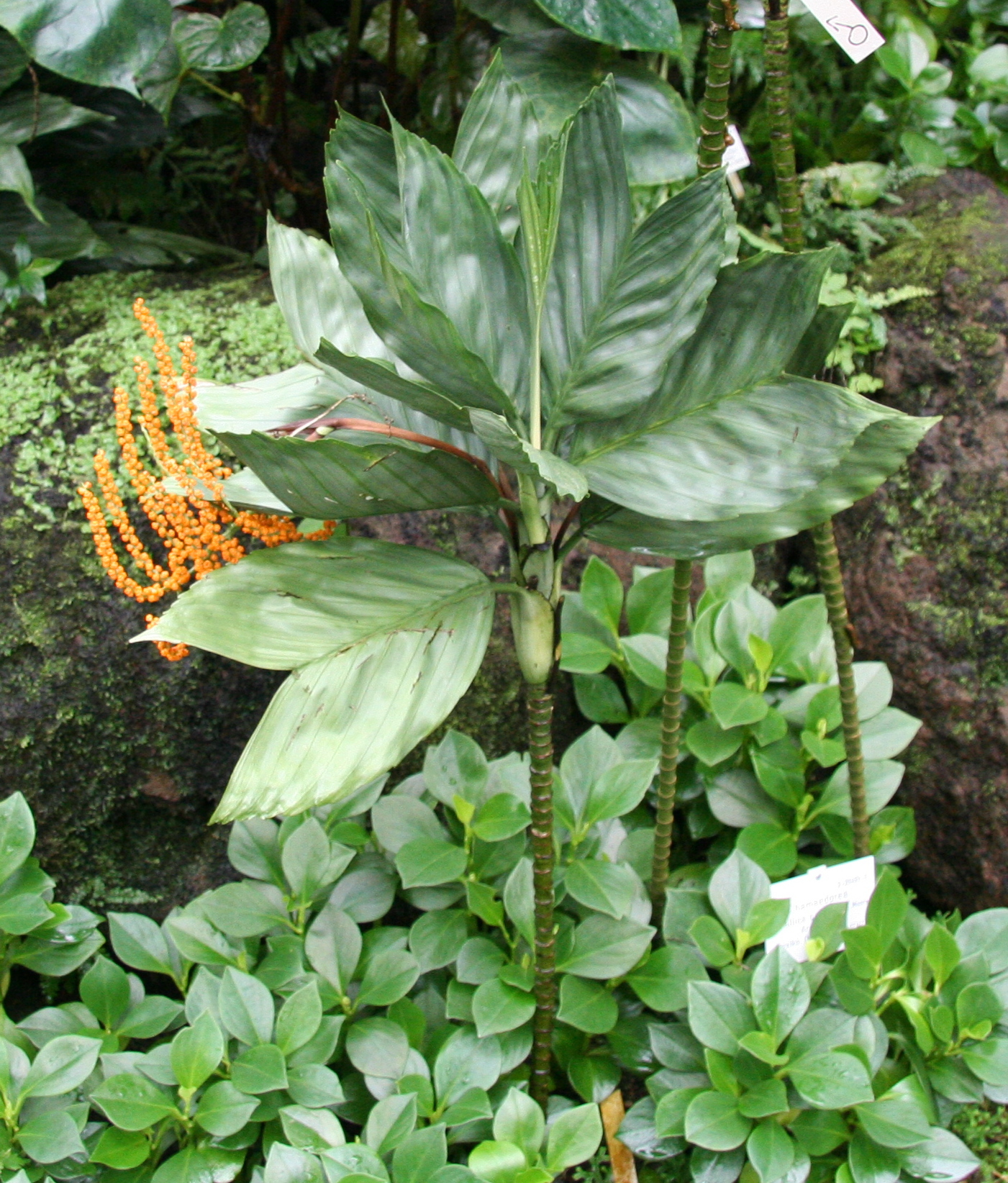
Chamaedorea metallica

- Chamaedorea metallica O.F.Cook ex H.E.Moore
- Chamaedorea microphylla H.Wendl.
- Chamaedorea microspadix Burret
- Chamaedorea moliniana Hodel, Cast.Mont & Zúñiga

## N
- Chamaedorea nationsiana Hodel & Cast.Mont
- Chamaedorea neurochlamys Burret
- Chamaedorea nubium Standl. & Steyerm.

## O

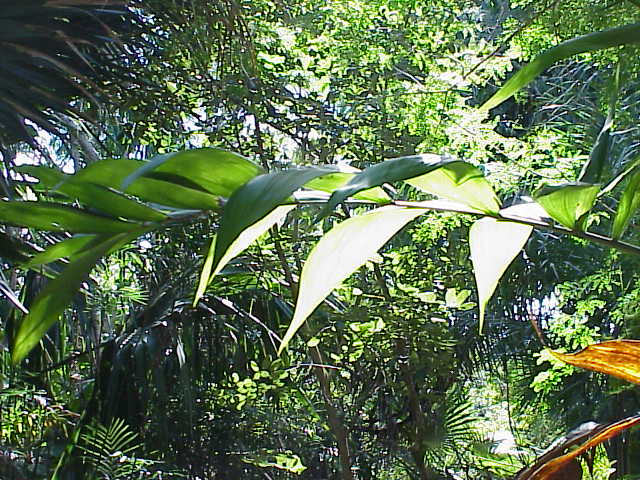
Chamaedorea oblongata

- Chamaedorea oblongata Mart.
- Chamaedorea oreophila Mart.

## P

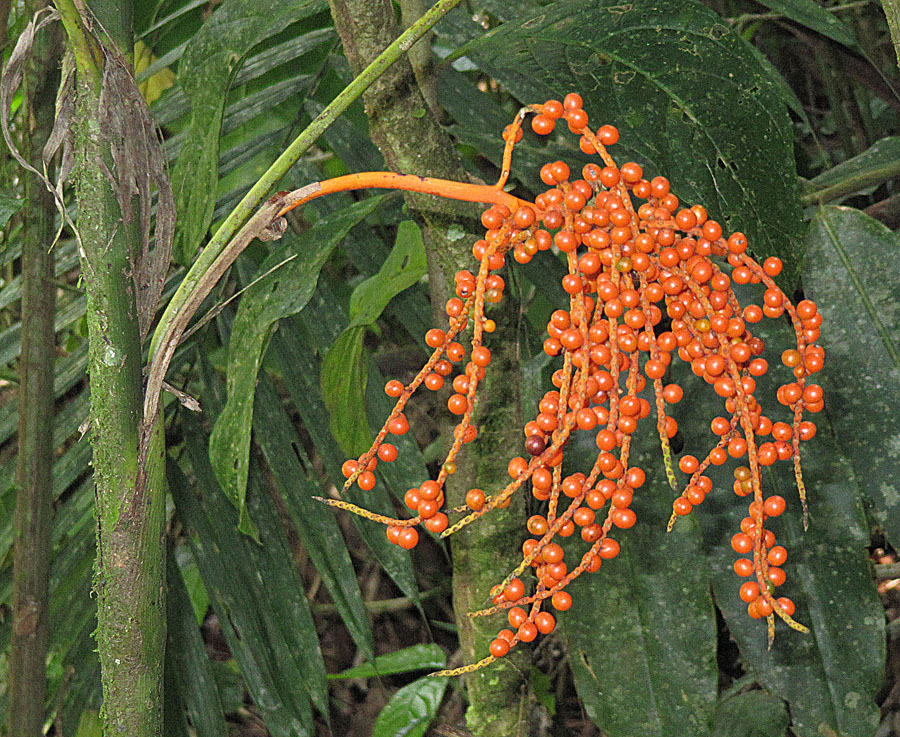
Infruttescenza di Chamaedorea pinnatifrons

- Chamaedorea pachecoana Standl. & Steyerm.
- Chamaedorea palmeriana Hodel & N.W.Uhl
- Chamaedorea parvifolia Burret
- Chamaedorea parvisecta Burret
- Chamaedorea pauciflora Mart.
- Chamaedorea pedunculata Hodel & N.W.Uhl
- Chamaedorea pinnatifrons (Jacq.) Oerst.
- Chamaedorea piscifolia Hodel, G.Herrera & Casc.
- Chamaedorea pittieri L.H.Bailey
- Chamaedorea plumosa Hodel
- Chamaedorea pochutlensis Liebm.
- Chamaedorea ponderosa Hodel
- Chamaedorea pumila H.Wendl.
- Chamaedorea pygmaea H.Wendl.

## Q
- Chamaedorea queroana Hodel

## R
- Chamaedorea radicalis Mart.
- Chamaedorea recurvata Hodel
- Chamaedorea rhizomatosa Hodel

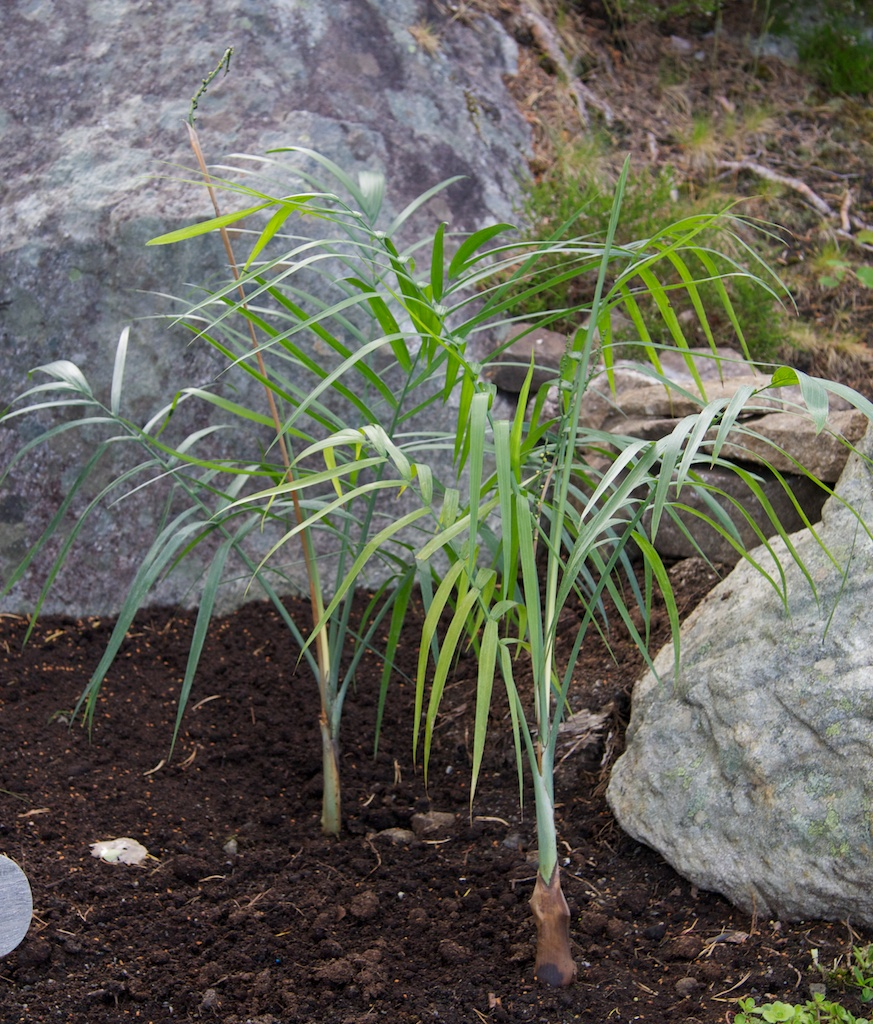
Chamaedorea radicalis

- Chamaedorea ricardoi R.Bernal, Galeano & Hodel
- Chamaedorea rigida H.Wendl.
- Chamaedorea robertii Hodel & N.W.Uhl
- Chamaedorea rojasiana Standl. & Steyerm.
- Chamaedorea rosibeliae Hodel, G.Herrera & Casc.
- Chamaedorea rossteniorum Hodel, G.Herrera & Casc.

## S
- Chamaedorea sartorii Liebm.
- Chamaedorea scheryi L.H.Bailey
- Chamaedorea schiedeana Mart.
- Chamaedorea schippii Burret
- Chamaedorea seifrizii Burret
- Chamaedorea serpens Hodel
- Chamaedorea simplex Burret

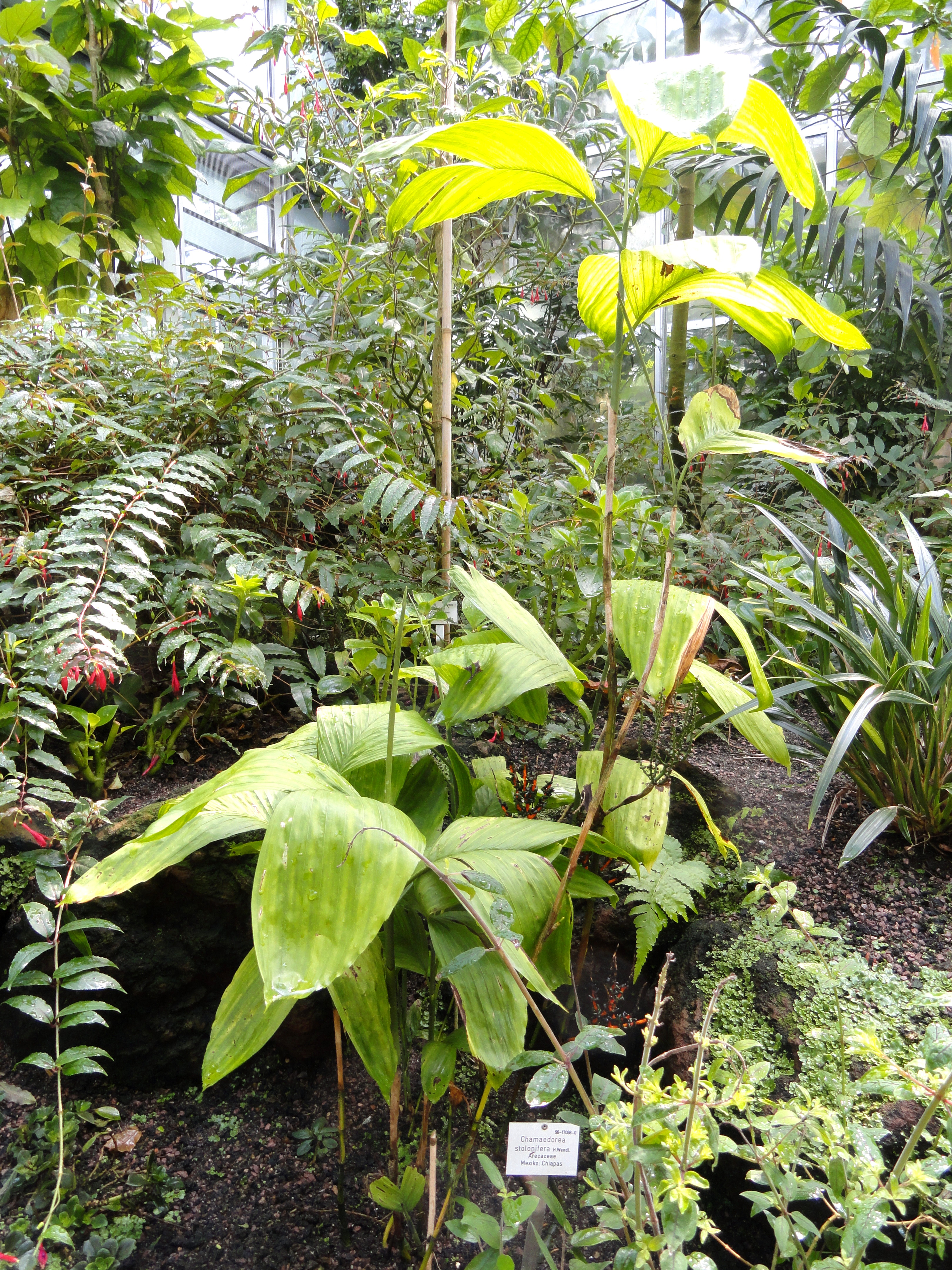
Chamaedorea stolonifera

- Chamaedorea skutchii Standl. & Steyerm.
- Chamaedorea smithii A.H.Gentry
- Chamaedorea stenocarpa Standl. & Steyerm.
- Chamaedorea stolonifera H.Wendl. ex Hook.f.
- Chamaedorea stricta Standl. & Steyerm.
- Chamaedorea subjectifolia Hodel

## T
- Chamaedorea tenerrima Burret
- Chamaedorea tepejilote Liebm.

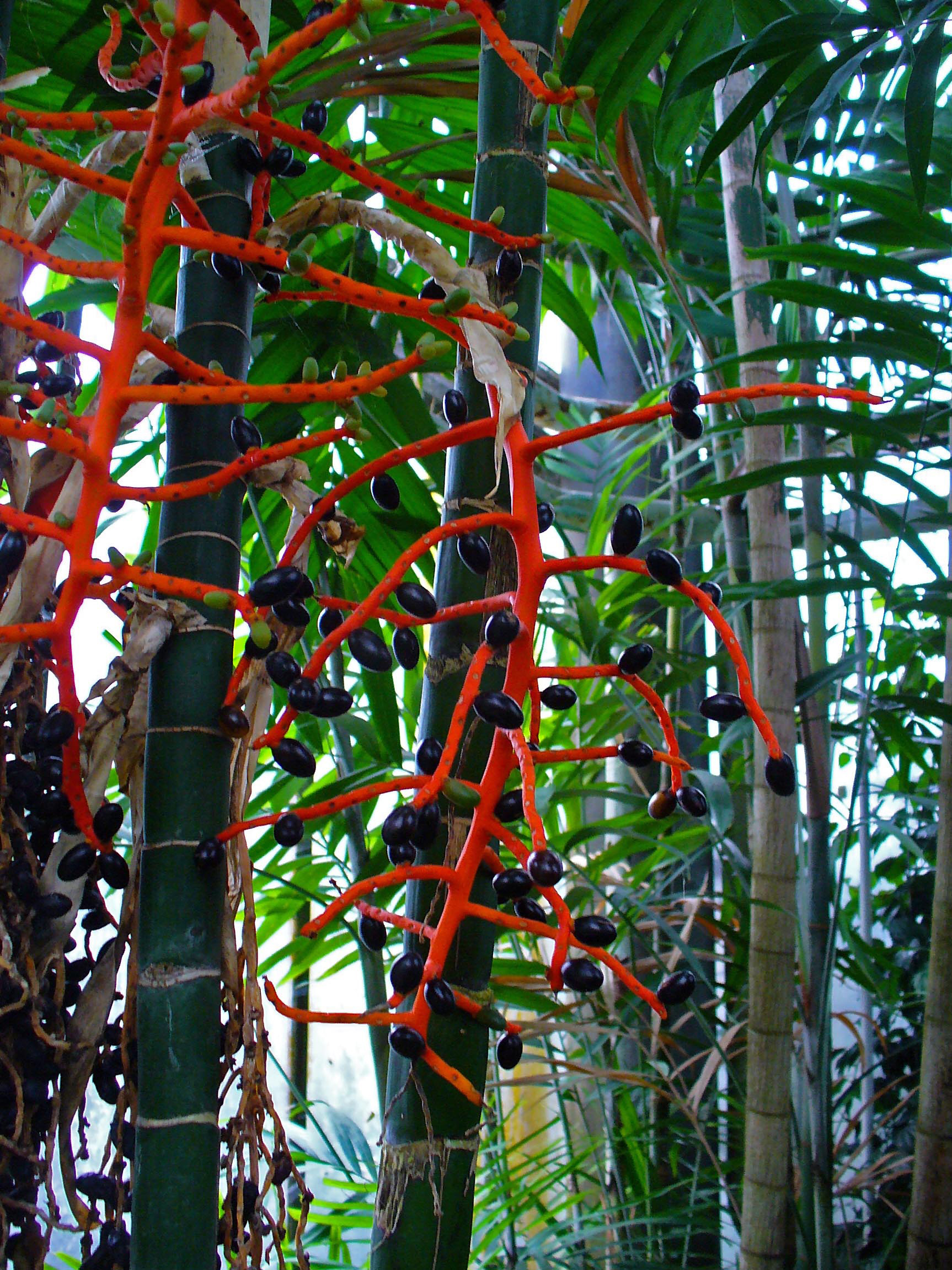
Chamaedorea tepejilote

- Chamaedorea tuerckheimii (Dammer) Burret

## U
- Chamaedorea undulatifolia Hodel & N.W.Uhl

## V
- Chamaedorea verapazensis Hodel & Cast.Mont
- Chamaedorea verecunda Grayum & Hodel
- Chamaedorea volcanensis Hodel & Cast.Mont
- Chamaedorea vulgata Standl. & Steyerm.

## W
- Chamaedorea warscewiczii H.Wendl.
- Chamaedorea whitelockiana Hodel & N.W.Uhl
- Chamaedorea woodsoniana L.H.Bailey

## Z
- Chamaedorea zamorae Hodel